# ナンド・ムニョス
ナンド（Nando）こと、ナンド・ムニョス（Fernando Muñoz García、1956年5月19日）は、スペイン・セビリア出身の元同国代表のサッカー選手、現役時代のポジションはDF。

## 経歴
セビージャFCを経て1990年にFCバルセロナに加入、2シーズンで87試合に出場した。1992年のチャンピオンズカップ決勝でも先発出場して優勝を果たしたが、この試合を最後に古巣のセビージャに復帰することとなっていた。しかし突如バルセロナのライバルクラブであるレアル・マドリードへ移籍した。初年度はレギュラーとして起用されたが、徐々出場機会を減らした。1996年から引退する2001年までRCDエスパニョールでプレーした。

## タイトル
FCバルセロナ
- ラ・リーガ : 1990-91, 1991-92
- チャンピオンズカップ : 1991-92

レアル・マドリード
- ラ・リーガ : 1994-95
- コパ・デル・レイ : 1992-93
- スーペルコパ・デ・エスパーニャ : 1993

エスパニョール
- コパ・デル・レイ : 1999-00